# Cammy
Cammy (キャミィ Kyamī) (đôi khi có họ là White trong một số phương tiện truyền thông khác), tên mật là Killer Bee (キラービー Kiraa Bii-Ong độc) ở Street Fighter Alpha 3, là nhân vật trong loạt trò chơi Street Fighter. Cô xuất hiện lần đầu tiên trong Super Street Fighter II: The New Challengers, được phát hành năm 1993, là một trong bốn nhân vật mới được giới thiệu. Cô là nhân vật nữ thứ hai trong series Street Fighter, sau Chun-Li. Cammy cũng đã xuất hiện trong trò chơi Street Fighter Alpha là một nhân vật ẩn và sau đó là một nhân vật có thể chơi được trong Street Fighter Alpha 2 Gold và Street Fighter Alpha 3, trò chơi đã tiết lộ cô là một trong những sát thủ "búp bê" của M.Bison, sau này bị mất trí nhớ và trở thành đặc vụ MI6 của Anh Quốc.
Cammy đã xuất hiện trong một vài phương tiện truyền thông của Street Fighter như phim điện ảnh, hoạt hình, truyện tranh, cũng như các sản phẩm ăn theo. Ngoài ra cô còn xuất hiện trong các trò chơi chéo như Marvel vs. Capcom và Capcom vs. SNK. Cammy là một trong số những nhân vật được yêu thích nhất trong trò chơi, đồng thời là một Biểu tượng sex của dòng Trò chơi điện tử đối kháng với lối ăn bận mát mẻ hở hang, nhận được nhiều phản hồi tốt từ giới chuyên môn và người chơi.

## Lịch sử

### Street Fighter series
Cammy là một trong bốn "Challengers" được giới thiệu vào bản Street Fighter II sửa đổi lần thứ tư, Super Street Fighter II. Trong trò chơi này, Cammy là một nhân vật tuổi thiếu niên của lực lượng quân đội hư cấu Delta Red của Anh, MI6. Trong kết thúc của cô ở phiên bản Nhật Bản, cô được biết là một gián điệp làm việc cho M.Bison, nhưng cô bị mất trí nhớ trong lúc làm nhiệm vụ. Trong phiên bản Mỹ cô lại được biết đến là người tình của M. Bison, nhưng sau đó bị mất trí nhớ.
Một phiên bản trẻ bao gồm trong các trò chơi chéo X-Men vs Street Fighter, cho thấy Cammy là một sát thủ cho tổ chức Shadaloo của Bison, với tên mã là "Killer Bee" (và trong trò chơi sau đó được mô tả như là một trong những "Búp bê Shaladoo"). Kết thúc của trò chơi này đề cập đến việc Cammy mất trí nhớ và cuối cùng cô tham gia Delta Red.
Trong Street Fighter Alpha 2 Gold, cô xuất hiện như một nhân vật ẩn ở chế độ 2-Player và Training (tuy nhiên, điều này được sửa chữa trong Street Fighter Alpha Anthology cô hoàn toàn có thể chơi được ở chế độ Arcade với một cốt truyện và kết thúc hoàn chỉnh), và sau đó trong Street Fighter Alpha 3, cô là nhân vật chính thức. Trong Alpha 3, Cammy được tiết lộ là một bản sao được tạo ra từ DNA của M. Bison.
Cammy là nhân vật chính trong các phiên bản console và PC của Street Fighter IV. Cốt truyện xảy ra sau các phiên bản khác nhau của Street Fighter II (nhưng trước Street Fighter III), miêu tả Cammy đến với quá khứ của cô như một người lính bị tẩy não từ Shadaloo và hiện đang bắt tay vào một nhiệm vụ mới với đội Delta Red  (Bao gồm Chỉ huy Watson, Matthew Mcoy, Đại tá Wolfman, Trung sĩ Luwanda, và George Ginzu). Trong trò chơi, cô gặp một trong những chiến binh mới, Crimson Viper. Cammy đối mặt với Viper để tìm hiểu những gì tổ chức đã gửi cho cô ấy, trong khi Viper tìm cách né tránh cô.
Trong đoạn kết thúc của trò chơi, cô phát hiện ra dữ liệu BLECE trên máy tính và định xóa chúng, vì cô nghĩ rằng đây là những gì Bison sử dụng để tẩy não cô trước đó. Crimson Viper xuất hiện và chĩa súng vào đầu Cammy, yêu cầu cô không xóa chúng. Cammy vẫn xoá nó đi và Viper cho rằng có lý do để thông tin biến mất.Đây là lần đầu tiên Cammy đã xuất hiện trong Delta Red trái ngược với mô tả khi cô ở Shadaloo, cũng là lần đầu tiên Cammy nói giọng của người Anh, mặc dù nơi sinh thực tế của cô không rõ ràng vì cô là một bản sao của Bison, cho dù quốc tịch hiện tại của cô đang là Anh, nên vì vậy đây không hoàn toàn chính xác.
Trong bản cập nhật Super Street Fighter IV, Cammy vẫn nhớ thời gian của mình như là một "búp bê" và coi những cô gái "búp bê" khác như chị em của mình, tuyên bố sẽ giải cứu họ từ Shadaloo. Cammy trả thù Juri cho các hành động bệnh hoạn của cô đối với họ, Juri buộc tội Cammy bằng cách nhắc lại quá khứ tội lỗi của Cammy. Trong kết thúc mới của cô, Cammy an ủi một "búp bê" đang hồi phục (Juni từ Street Fighter Alpha 3).

### Trò chơi khác
Cammy xuất hiện trong bản Alpha của cô là một nhân vật chơi được trong X-Men vs Street Fighter, Marvel vs Capcom 2, Capcom vs SNK, Capcom vs SNK 2.
Cammy cũng xuất hiện như một nhân vật chơi được trong shoot-em-up Cannon Spike, nơi cô xuất hiện trong bộ trang phục ở Street Fighter II, về hình thức mặc định của mình và trong trang phục bản Alpha như là một sự xuất hiện thay thế (thêm giày trượt con lăn trong cả hai trường hợp). Trong Namco x Capcom, cô xuất hiện như một nhân vật đối phương bị tẩy não sau này tham gia như là một đối tác của Chun- Li.
Cammy cũng xuất hiện như một nhân vật chơi được trong Street Fighter X Tekken, sẽ được phát hành trên toàn thế giới vào năm 2012.
Trong Final Fight: Streetwise, Cammy xuất hiện như là một trong những nhân vật chiến đấu hầm ngầm thách thức người chơi. Cô cũng có thương hiệu riêng, với các áp phích quảng cáo trong hội trường hồ bơi.

## Thiết kế nhân vật

Cammy trong Street Fighter Alpha 3

Cammy có một cơ thể rất nhỏ nhắn đối với một nhân vật chiến đấu với chiều cao 1m52 và cân nặng 61 kg nhưng có cơ bắp rất vững chắc. Cô có mái tóc vàng dài tết bím hai bên, đôi mắt xanh và một vết sẹo trên má trái của cô.
Cô xuất hiện lần đầu tiên trong Super Street Fighter II, cô mặc một chiếc leotard không tay màu xanh lá cây, mũ beret đỏ, găng tay màu đỏ, và màu đen (đôi khi là màu xanh lá cây). Cô cũng mặc tất chân vệt màu xanh lá cây ngụy trang.Tạo hình này được gọi là "Delta Red" Cammy và xuất hiện trong series Street Fighter II của trò chơi, trong các trò chơi khác như Cannon Spike, trong bộ phim hành động, trong loạt phim hoạt hình Mỹ, trong một số manga và truyện tranh, trong các phiên bản home Street Fighter IV và trong Super Street Fighter IV. Cammy khi ở Delta Red là khoảng 19 tuổi. Trong một cuộc phỏng vấn game, Noritaka Funamizu nói rằng đưa cô trong Super Street Fighter II bắt nguồn từ tình cảm của mình các trò chơi cần một nhân vật nữ khác bên cạnh Chun-Li.
Thiết kế khác của cô đã được giới thiệu trong X-Men vs Street Fighter. Cammy mặc một bộ trang phục màu xanh được bán thông với leotard và áo len cao cổ, đội chiếc mũ nêm xanh da trời, găng tay màu đỏ, đi bốt da nâu, và cà vạt vàng. Tất chân cô được thay thế bằng hình tia chớp xanh da trời. Đây là tạo hình của Shadaloo Cammy và xuất hiện trong series Street Fighter Alpha, trong loạt trò chơi Marvel vs Capcom, trong loạt trò chơi Capcom vs SNK, trong loạt trò chơi Namco X Capcom, và cũng có trong một số manga và truyện tranh.Shadaloo Cammy là khoảng 16 tuổi.

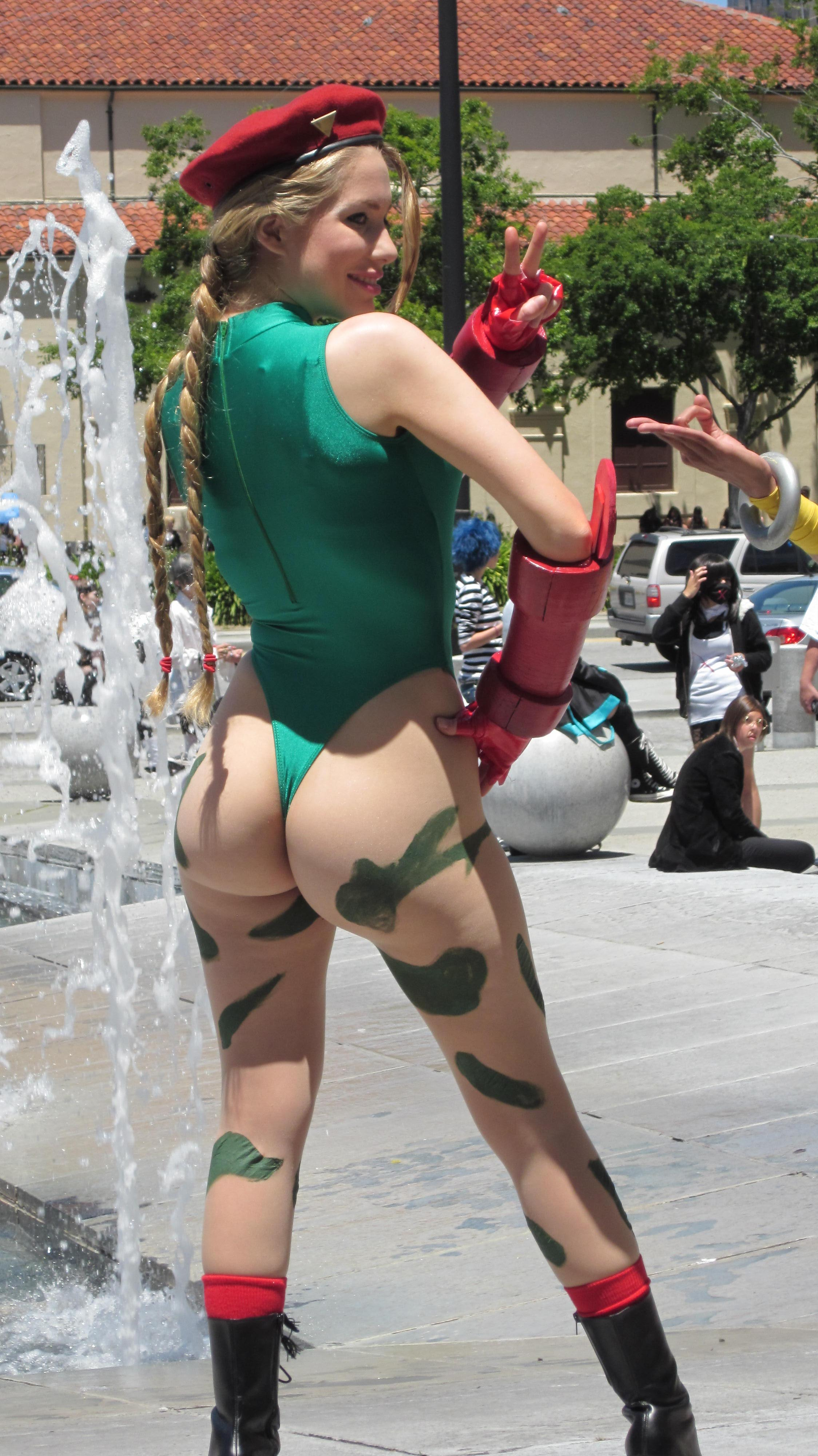
Một người hâm mộ thực hiện màn hóa trang thành Cammy ở hội chợ Fanime Con năm 2010.

Trong Street Fighter IV, ngoài trang phục Delta Red, Cammy có một bộ thay thế gợi nhớ các phiên bản Shadaloo. Cô ấy mặc một áo lông cừu, một mũ nêm, găng tay màu xanh, và đi tất chân màu xanh. Trong Super Street Fighter IV, cô có thêm một bộ quần áo thay thế dựa trên kiểu mẫu của M. Bison. Tuy nhiên, cô vẫn mặc một leotard và có vằn.
Cammy có một thiết kế khác trong các loạt phim hoạt hình Nhật Bản Street Fighter II V. Cô mặc quần da đen, phù hợp với áo sơ mi, đeo găng tay màu đỏ, đôi giày đỏ, và một vòng cổ màu đen. Cammy không có vết sẹo trên má và cô buộc tóc đuôi ngựa.
Trong Street Fighter V, Cammy vẫn sử dụng bộ leotard xanh lá cây, mũ beret đỏ và găng tay màu đỏ truyền thống, nhưng có bộ ngực được thiết kế lớn hơn hẳn những phiên bản trước đó.

## Cách chơi
Cammy là một nhân vật chiến đấu khá nhanh nhẹn ở cự ly gần. Cô không cócác cuộc tấn công rộng, và nhìn ở đối phương dựa vào tốc độ và ưu tiên. Ví dụ, đứng cú đấm mạnh của cô có thể chặn hoàn toàn một cuộc tấn công của đối phương, nếu nó khớp.Cammy trong Super Street Fighter II gặp khó khăn trốn tránh các cuộc tấn công phóng, sau đó đã được sửa lại và di chuyển combo bổ sung như Axle Spin Knuckle/Quick Spin Knuckle tránh đạn một cách dễ dàng.